# John Hewitt
John Hewitt (Dronfield (Engeland), 23 december 1880 - Grahamstown, 4 augustus 1961) was een Zuid-Afrikaanse zoöloog van Britse afkomst. Zijn onderzoeks-thematiek was de herpetofauna van de Oost-Kaap. 

## Jeugd en opleiding
Als scholier ging zijn interesse al uit naar de wetenschap en studeerde hij aan de Universiteit van Cambridge natuurwetenschappen. In 1903 studeerde hij af aan het Jesus College tot Bachelor of Arts.

## Carrière
Van 1905 tot 1908 was hij curator bij het Sarawakmuseum in Kuching (Borneo).
In 1909 verhuisde hij naar Pretoria in Zuid-Afrika, waar hij bij het Transvaal Museum een functie als assistent-curator voor lagere gewervelde dieren accepteerde. In 1910 aanvaardde hij van Selmar Schönland de functie van directeur van het Albany Museum in Grahamstown in de huidige provincie Oost-Kaap. Ondanks beperkte geldmiddelen bouwde Hewitt eigenhandig een omvangrijke herpetologische verzameling op. In 1920 en 1938 werden uitbreidingen aan het museum toegevoegd. In september 1941 vernietigde een brand in het hoofdgebouw een groot deel van Hewitts verzameling, waaronder vele preparaten en de catalogus van de nieuwe aanwinsten.
Hewitt was een in alle opzichten geïnteresseerde natuuronderzoeker. Zijn eerste aandacht betrof de spinnen, waarover hij talrijke artikels schreef. Zijn eerste herpetologisch werk was in 1905 over de slangen van Sarawak. Tijdens de periode tussen 1909 en 1938 schreef hij 45 wetenschappelijke werken over amfibieën en reptielen, waarvan zich het merendeel met de systematiek en de verspreiding bezig hielden. De focus van de door Hewitt beschreven reptielen- en amfibieënfauna was Zuid-Afrika, waaronder zich taxa bevonden van de Eastwoods' zweephagedis (Tetradactylus eastwoodae), twee soorten spookkikkers (Heleophryne regis) en (Heleophryne rosei), de Natalspookkikker (Hadromophryne natalensis), een reuzengraafskink (Acontias namaquensis), (Cordylus coeruleopunctatus), een soort dwergkameleon (Bradypodion occidentale) en meerdere soorten van de dikvingergekko (Pachydactylus). In 1911 ondernam Hewitt samen met baron Paul Ayshford Methuen een verzamelexpeditie naar Madagaskar, waarover hij in 1913 twee wetenschappelijke artikels schreef.
Vanaf 1931 publiceerde hij meerdere artikels over schildpadden. De door het Albany Museum verkregen omvangrijke schildpaddenverzameling van James Edwin Duerden (1869-1937) werd door Hewitt sterk uitgebreid. Baserend op deze exemplaren identificeerde hij veel plaatselijke populaties en beschreef vele daarvan als nieuwe ondersoorten. Alleen van de knobbellandschildpad (Psammobates tentorius) vermeldde hij 27 verschillende ondersoorten, waarvan hij er 16 nieuw beschreef. In hun monografie Revision of the African Tortoises and Turtles of the Suborder Cryptodira van 1957 over de schildpadden en landschildpadden van Afrika accepteerden Arthur Loveridge en Ernest Edward Williams (1914-1998) echter slechts drie ondersoorten.
Hewitt publiceerde een boek, een rijkelijk geïllustreerde veldgids over de amfibieën en reptielen (maar ook over andere gewervelde dieren) van de oostelijke Kaapprovincie. Dit werk verscheen in 1918 en 1937 in twee delen. Na de brand in 1941 beëindigde Hewitt de herpetologische werkzaamheden en wendde zich de archeologie toe.

## Naamgevingen
Naar John Hewitt zijn onder andere de volgende taxa benoemd: Anhydrophryne hewitti in 1947 door Vivian Frederick Maynard FitzSimons, Goggia hewitti in 1995 door Aaron Matthew Bauer, William Roy Branch en David Andrew Good en Heleophryne hewitti in 1988 door Richard Charlton Boycott.

## Onderscheidingen
Hewitt ontving talrijke onderscheidingen voor zijn onderzoekswerk, waaronder een eredoctoraat van de Rhodes University (1935).

## Privéleven en overlijden
Toen hij in 1958 met pensioen ging, werd de archeoloog Hilary Deacon zijn opvolger bij het Albany Museum. John Hewitt overleed in augustus 1961 op 80-jarige leeftijd.